# Сафонов, Павел Фёдорович
Сафо́нов Па́вел Фёдорович (10 июля 1913, Ольгинская, Кубанская область — 30 мая 1985, Москва) — советский дипломат, имел ранг Чрезвычайного и Полномочного посланника СССР. Первостроитель (Почётный строитель) города Комсомольск-на-Амуре, общественный деятель.

## Молодые годы
Родился 10 июля 1913 г. в станице Ольгинская (ныне — Краснодарского края) в семье рабочего. Потерял обоих родителей в раннем детстве. С 15 лет начал самостоятельную жизнь. Работал трактористом, слесарем, токарем.
- 1928—1930 гг. — слесарь завода «Краснолит», г. Краснодар.
- 1930—1932 гг. — токарь завода Реммаштреста № 2, г. Ленинград, окончил рабфак.
- 1932 г. — по мобилизации ЦК ВЛКСМ направлен на Дальний Восток, где стал первостроителем города Комсомольск-на-Амуре. Там работал лесорубом, землекопом, токарем, мастером.
- 1932—1937 гг. — мастер цеха, заместитель начальника отдела механизации, начальник сборочного цеха авиазавода № 126 (ныне авиационный завод имени Гагарина, КнААПО) в Комсомольске-на-Амуре.
- 1937—1938 гг. — направлен в США для закупки оборудования и на стажировку на американских авиационных заводах (в городе Сан-Диего и других городах США)
- 1938—1940 гг. — начальник цеха завода № 126 в городе Комсомольске-на-Амуре. Одновременно учился заочно.
- 1940—1941 гг. — был направлен для завершения учебы во Всесоюзную АвиаПромакадемию, которую закончил в первые дни войны, тогда же добровольцем ушел в армию, отказавшись от заводской брони.
- 1941—1946 гг. — служба в армии.

## На дипломатической работе за рубежом
- 1946—1950 гг. — При демобилизации из армии был направлен на работу в Министерство иностранных дел СССР. В 1948 г. окончил заочное отделение Высшей Дипломатической школы. Многократно выезжал на дипломатическую работу за рубеж как в краткосрочные командировки (на сессии Генеральной ассамблеи ООН и органов ООН), так и на длительные сроки.
- 1950—1952 гг. — вице-консул Генерального консульства СССР в Мукдене (ныне Шэньян), Китай.
- 1952—1953 гг. — Консул СССР в г. Шара-Сумэ, Китай.
- 1953—1956 гг. — первый секретарь миссии СССР в Таиланде и представитель ЭКАДВ от СССР.
- 1956—1959 гг. — работа в аппарате Министерства Иностранных Дел СССР.
- 1959—1963 гг. — советник, затем поверенный в делах посольства СССР в Австралии, г. Канберра.
- 1963—1967 гг. — работа в аппарате Министерства иностранных дел СССР.
- 1967—1972 гг. — Генеральный консул СССР в городе Монреаль, Канада. Указом Президиума Верховного Совета СССР от 8 января 1969 г. за № 3490-VII был присвоен ранг Чрезвычайного и Полномочного Посланника.
- 1972—1974 гг. — эксперт 2-го Европейского отдела МИД СССР.

## Последние годы жизни
С 1974 г. — персональный пенсионер союзного значения. Вел активную общественную работу в качестве Вице-президента общества «СССР-Канада». Активный член Совета Первостроителей г. Комсомольска-на-Амуре. Публиковал книги и статьи в периодике, выступал среди молодежи на заводах, комсомольских стройках, в учебных заведениях по поручению ЦК ВЛКСМ.
Скончался 30 мая 1985 года в Москве. Похоронен на Кунцевском кладбище